# Le Port de Greifswald
Le Port de Greifswald est une peinture du peintre romantique allemand Caspar David Friedrich. Il est exposé à la Alte Nationalgalerie sur l'Île aux Musées.

## Description
Le tableau représente une scène dans la baie de Greifswald, à l'endroit où le fleuve Ryck rejoint la lagune de Bodden. Au centre figure un bateau à voile à deux mâts dont les vergues forment une composition triangulaire et un motif en croix que l'on retrouve souvent chez Friedrich. Les petits bateaux se déplacent sous une légère brise du devant à gauche vers l'arrière à droite et avec les figures de staffage au premier plan rendent la scène vivante. À l'arrière plan, on reconnait les tours de la ville de Greifswald. La composition verticale de l'image, qui est en grande partie dans le ciel, la chaude lumière vespérale et la profondeur brumeuse symbolisent la vie humaine tranquille en temps de paix face à l'immensité du ciel. Malgré une restitution fidèle des lieux, ce tableau ne peut être rattaché au védutisme. En 1974, on a pu mettre en évidence, au moyen d'une photographie infrarouge, que les trois personnages de staffage et le petit bateau devant à gauche ont été ajoutés postérieurement, probablement pas par Friedrich, mais par le commanditaire du tableau.

## Datation et provenance
Le tableau a d'abord appartenu à une certaine Dame du Conseil de justice de Kirchhof de Greifswald, puis à un Contre-amiral de Warnemünde. Il appartient depuis 1919 à la Nationalgalerie de Berlin.
Une datation précise est difficile et les estimations s'étalaient entre 1807 et 1825. Dans les années 1970, la datation « vers 1820 » a fait l'objet d'un consensus. L'historien de l'art Helmut Börsch-Supan privilégie la période de 1818 à 1825, car un dessin réalisé en 1818 par Friedrich représente un bateau à voile très similaire. Börsch-Supan doutait même que Friedrich soit l'auteur et a exclu ce tableau de la liste des œuvres de Friedrich, ce qui a été vivement contesté par les autres historiens de l'art.